# Jules-Marie Ladreit de Lacharrière

Stemma della famiglia Ladreit de Lacharrière.

Jules-Marie Ladreit de Lacharrière (Coux, 30 marzo 1806 – Parigi, 2 dicembre 1870) è stato un generale francese, ucciso in azione durante l'assedio di Parigi (1870).

## Famiglia
Proveniente da una nobile famiglia, era figlio del deputato René Ladreit de La Charrière (1767-1845).
Sposato con Marie Caroline Paillart, figlia del magistrato Pierre-Aubin Paillart e nipote dell'amministratore e politico Nicolas-Pierre Paillart, è il bisnonno dell'uomo d'affari Marc Ladreit de Lacharrière (nato nel 1940).

## Carriera
Entrò nella scuola militare di Saint-Cyr nel 1825 e ne uscì sottotenente nel 1827. Fu promosso successivamente tenente nel 1831, capitano nel 1837, comandante di battaglione nel 1844, tenente colonnello nel 1848, colonnello nel 1851 e generale di brigata nel 1855.
Ha partecipato a sette campagne in Africa tra il 1830 e il 1840. Durante la campagna italiana nel 1859, prese parte molto attiva alle battaglie di Magenta e Solferino.
Fu ucciso nel 1870 durante la difesa di Parigi. Poco prima di morire, dichiara: "Se abbiamo un esercito che sa morire, la Francia viene salvata".

## Tributi
Rue Lacharrière a Parigi è stata chiamata in suo onore.
La città di Créteil ha innalzato un monumento in suo onore e ha una strada del generale-de Lacharrière.